# Kyrilliska alfabetet

Länder där kyrilliska alfabetet används i de officiella språken.

Det kyrilliska alfabetet är en grupp av alfabet som används för att skriva åtta slaviska språk (ryska, belarusiska, bulgariska, makedonska, serbiska, bosniska, ukrainska och montenegrinska) och flera icke-slaviska språk främst i före detta Sovjetunionen (bland annat kazakiska, uzbekiska, kirgiziska, mongoliska, tadzjikiska, turkmeniska, tjetjenska och kildinsamiska). Alfabetet har tidigare använts för fler språk, där man bytt alfabet, till exempel rumänska (fram till 1860), azerbajdzjanska och moldaviska.
Likt det latinska alfabetet har de flesta av språken några egna bokstäver som inte nödvändigtvis behöver förekomma i andra språk.
Alfabetet har officiell status i många organisationer. När Bulgarien blev EU-medlem 1 januari 2007 blev kyrilliska det tredje officiella alfabetet i EU efter de latinska och grekiska alfabetena. Bulgariska är det enda EU-språk som skrivs med kyrilliska bokstäver.

## Historik
Det kyrilliska alfabetet, som är anpassat för att överensstämma med de slaviska språkens ljudsystem är baserat på det glagolitiska alfabetet som skapades i Thessaloniki, Grekland på 800-talet. Det har spritts via den östortodoxa kyrkan, och används i länder där denna religion dominerar.
Alfabetet är uppkallat efter de två bysantinska bröderna och missionärerna kallade ”slavernas apostlar”, Kyrillos (827–869) och Methodios (826–885) som har utformat det första kyrkslaviska (även kallat fornkyrkoslaviska) skriftspråket. Traditionen hävdar att alfabetet skapades av deras lärjunge Klemens av Ohrid.
En gravinskrift från år 943 är det äldsta kända exemplet på text som använder det kyrilliska alfabetet.
Paul Cubberley antar att medan Kyrillos kodifierade och utvidgade glagolitiska, var det hans studenter vid den litterära skolan i Preslav i det första bulgariska riket som utvecklade kyrilliska från grekiska under 890-talet, som ett mer passande manus för kyrkoböckerna. Senare spred sig alfabetet bland de andra slaviska folken: ryssar, serber, liksom bland valakerna och moldavierna.

## Bokstäver i det kyrilliska alfabetet
Termen ”det kyrilliska alfabetet” är egentligen något missvisande, eftersom i princip varje språk har en egen teckenuppsättning, grundad på det kyrkslaviska alfabetet men anpassad efter respektive språks specifika behov (liksom många språk använder egna varianter av det latinska alfabetet). Modern ryska använder 33 bokstäver medan t.ex. bulgariska och serbiska använder 30 bokstäver.
| Bokstäver i slaviska kyrilliska alfabet | Bokstäver i slaviska kyrilliska alfabet | Bokstäver i slaviska kyrilliska alfabet | Bokstäver i slaviska kyrilliska alfabet | Bokstäver i slaviska kyrilliska alfabet | Bokstäver i slaviska kyrilliska alfabet | Bokstäver i slaviska kyrilliska alfabet | Bokstäver i slaviska kyrilliska alfabet | Bokstäver i slaviska kyrilliska alfabet | Bokstäver i slaviska kyrilliska alfabet | Bokstäver i slaviska kyrilliska alfabet |
| --------------------------------------- | --------------------------------------- | --------------------------------------- | --------------------------------------- | --------------------------------------- | --------------------------------------- | --------------------------------------- | --------------------------------------- | --------------------------------------- | --------------------------------------- | --------------------------------------- |
| А а A                                   | Б б Be                                  | В в Ve                                  | Г г Ge Ukrainskt he                     | Ґ ґ Ge med uppkrok                      | Д д De                                  | Ђ ђ Dje                                 | Ѓ ѓ Gje                                 | Е е Je Ukrainskt e                      | Ё ё Jo                                  | Є є Ukrainskt je                        |
| Ж ж Zje                                 | З з Ze                                  | Ѕ ѕ Dze                                 | И и I Ukrainskt y                       | І і Ukrainskt i                         | Ї ї Ji                                  | Й й Kort i Ukrainskt j                  | Ј ј Je                                  | К к Ka                                  | Л л El                                  | Љ љ Lje                                 |
| М м Em                                  | Н н En                                  | Њ њ Nje                                 | О о O                                   | П п Pe                                  | Р р Er                                  | С с Es                                  | Т т Te                                  | Ћ ћ Tsje                                | Ќ ќ Kje                                 | У у U                                   |
| Ў ў Kort u                              | Ф ф Ef                                  | Х х Cha                                 | Ц ц Tse                                 | Ч ч Tje                                 | Џ џ Dzje                                | Ш ш Sja                                 | Щ щ Sjtja                               | Ъ ъ Jer                                 | Ы ы Jery                                | Ь ь Muljeringstecken                    |
|                                         |                                         |                                         |                                         | Э э E                                   | Ю ю Ju                                  | Я я Ja                                  |                                         |                                         |                                         |                                         |
| Icke-slaviska kyrilliska bokstäver      |                                         |                                         |                                         |                                         |                                         |                                         |                                         |                                         |                                         |                                         |
| Ӏ Palotjka                              | Ә ә Schwa                               | Ғ ғ Ghajn                               | Ҙ Dhe                                   | Ҡ Basjkiriskt qa                        | Қ қ Qaf                                 | Ң ң Ng                                  | Ө ө Streckat o                          | Ү ү Rakt u                              | Ұ ұ Rakt u med streck                   | Һ һ He                                  |
| Arkaiska bokstäver                      |                                         |                                         |                                         |                                         |                                         |                                         |                                         |                                         |                                         |                                         |
| ІА Iotifierat a                         | Ѥ Iotifierat e                          | Ѧ Litet jus                             | Ѫ Stort jus                             | Ѩ Iotifierat litet jus                  | Ѭ Iotifierat stort jus                  | Ѯ Ksi                                   | Ѱ Psi                                   | Ѳ Fita                                  | Ѵ Izjitsa                               | Ѷ Izjitsa okovy                         |
|                                         |                                         |                                         | Ҁ Koppa                                 | Ѹ Uk                                    | Ѡ Omega                                 | Ѿ Ot                                    | Ѣ Jat                                   |                                         |                                         |                                         |

Handstil och kursiv tryckstil avviker delvis i utseende från normal tryckstil, särskilt för de små bokstäverna. Exempel:
- в ↔ в
- г ↔ г
- д ↔ д
- и ↔ и
- й ↔ й
- т ↔ т

## Transkribering till latinska alfabet
Transkribering till latinska alfabet varierar både beroende på vilket kyrilliskt språk man utgår från och vilket latinskt målspråk man vill transkribera till.

## Översättning mellan kyrilliska ortografier
De olika språken översätter ofta mellan varandra (till exempel ryska: Дмитрий Медведев, ukrainska: Дмитро Медведєв, belarusiska: Дзмітрый Мядзведзеў, serbiska: Дмитриј Медведев, svenska: Dmitrij Medvedev). Ukraina och Belarus har bytt stavning på namnen på de personer som är födda under Sovjetunionens tid, och på platser i sina länder. Trots det stavar Ryssland fortfarande dessa personer och platser på tidigare sätt, så att de får flera kyrilliska stavningar av sina namn.

## Datateknik
Det finns ett antal olika sätt att hantera kyrilliska tecken i datorer. Det som är mest etablerat numera och det som gäller för framtiden är Unicode, som stöder alla världens språk i samma standard. Det stödjer bland annat alla språk som använder kyrilliska alfabetet, även minoritetsspråk såsom till exempel basjkiriska, kalmuckiska och kildinsamiska.
Traditionellt har ett antal 8-bitskodningar använts.
- KOI8-R, först kallad KOI8. Uppfunnet under 1970-talet, när datorer började användas i Sovjetunionen. Hade egenskapen att om man nollställde högsta biten blev det en grov translitterering till latinska tecken. Ej i alfabetisk ordning. Innehåller ryska och bulgariska tecken. Relativt utbredd användning.
- KOI8-U, variant av KOI8-R med ukrainska tecken tillagda.
- Windows-1251. Microsoft Windows kodning för kyrilliska tecken. Använd i datorer med detta operativsystem, och därmed mycket använd. Stödjer både ryska, serbiska, ukrainska, belarusiska och bulgariska.
- ISO/IEC 8859-5, internationell standard för kyrilliska tecken. Blev aldrig populär.
- MS-DOS-kodningar, en rysk, en med serbiska och en bulgarisk.

## De olika språkens alfabet
- Altaiska alfabetet
- Avariska alfabetet
- Basjkiriska
- Belarusiska alfabetet
- Bulgariska alfabetet
- Burjatiska alfabetet
- Itelmenska alfabetet
- Jakutiska alfabetet
- Kalmuckiska alfabetet
- Kazakiska alfabetet
- Kirgiziska alfabetet
- Krimtatariska kyrilliska alfabetet
- Makedonska alfabetet
- Mongoliska alfabetet
- Ryska alfabetet
- Serbiska alfabetet
- Tadzjikiska alfabetet
- Tjuvasjiska alfabetet
- Tuvinska alfabetet
- Udmurtiska alfabetet
- Ukrainska alfabetet

## Användning i kultur
- I Tintin förekommer det konstgjorda språket syldaviska som ofta skrivs med det kyrilliska alfabetet.